# Carnduff
Carnduff es un pueblo canadiense situado en la provincia de Saskatchewan.

## Superficie
Carnduff tiene una superficie de 2,61 km².

## Demografía
En 2021, tenía 1150 habitantes, una densidad poblacional de 441 hab./km², y 527 viviendas.